# Queen Elizabeth Prize for Engineering
Der Queen Elizabeth Prize for Engineering ist eine britische Auszeichnung für herausragende Ingenieurleistungen. Der Preis wurde von 2013 bis 2021 alle zwei Jahre vergeben (mit einer Dotierung von einer Million Britischen Pfund) und wird seit 2021 jährlich vergeben (mit einer Dotierung von 500.000 Britischen Pfund). Ausgezeichnet werden Ingenieure, die für eine Entwicklung verantwortlich zeichnen, „von der die Menschheit weltweit profitiert“.

## Preisträger
| Jahr | Preisträger                                                                                     | ausgezeichnete Entwicklung                                              |
| ---- | ----------------------------------------------------------------------------------------------- | ----------------------------------------------------------------------- |
| 2013 | Robert E. Kahn, Vinton Cerf und Louis Pouzin                                                    | Internet-Protokolle                                                     |
| 2013 | Tim Berners-Lee                                                                                 | World Wide Web                                                          |
| 2013 | Marc Andreessen                                                                                 | Mosaic-Webbrowser                                                       |
| 2015 | Robert Langer                                                                                   | Polymere, die die Abgabe hochmolekularer Arzneistoffe regulieren        |
| 2017 | Eric Fossum, George Elwood Smith, Nobukazu Teranishi, Michael Tompsett                          | digitale Bildsensoren wie Active Pixel Sensor und Charge-coupled Device |
| 2019 | Bradford Parkinson, James Spilker, Hugo Fruehauf, Richard Schwartz                              | Global Positioning System (GPS)                                         |
| 2021 | Isamu Akasaki, Shuji Nakamura, Nick Holonyak, M. George Craford, Russell Dupuis                 | LED-Leuchtmittel                                                        |
| 2022 | Masato Sagawa                                                                                   | Neodym-Eisen-Bor                                                        |
| 2023 | Martin Green, Andrew Blakers, Aihua Wang, Jianhua Zhao                                          | Photovoltaik mit Passivated Emitter and Rear Cell                       |
| 2024 | Andrew Garrad, Henrik Stiesdal                                                                  | Hochleistungs-Windkraftanlagen                                          |
| 2025 | Yoshua Bengio, Geoffrey Hinton, John Hopfield, Yann LeCun, Jensen Huang, Bill Dally, Fei-Fei Li | Modern Machine Learning                                                 |